# Étienne Kontostephanos
Étienne Kontostéphanos (en grec : Στέφανος Κοντοστέφανος ; vers 1107-1149) est un aristocrate et général byzantin.

## Biographie
Étienne est né vers 1107. Il est le fils du pansebastos sebastos Isaac Kontostéphanos, qui sert durant la majeure partie du règne d'Alexis Ier Comnène et s'élève jusqu'au rang d'amiral (thalassokrator) contre les Normands vers 1107-1108. Étienne Kontostéphanos est le troisième membre de la famille à porter le prénom d'Étienne. Vers 1126, il se marie à Anne, la deuxième fille de l'empereur Jean II Comnène et d'Irène de Hongrie. Il reçoit alors le titre de panhypersébaste. Le couple a quatre enfants dont trois fils (Jean, Alexis et Andronic) et une fille, Irène, qui épouse Nicéphore Bryenne.
La carrière d'Étienne sous Jean II est inconnue mais il gagne les faveurs de Manuel Ier Comnène, le plus jeune fils et successeur de Jean. Il est probablement parmi les partisans de l'accession au trône de Manuel face aux prétentions d'Isaac Comnène. Ainsi, quand Manuel Ier Comnène décide de déposer le patriarche de Constantinople Cosmas II Atticus en raison de ses sympathies pour Isaac, Étienne fait partie des membres de la famille impériale qui participent au synode qui dépose Cosmas II Atticus en février 1147. Cosmas II réagit violemment et maudit l'empereur, lui souhaitant de ne jamais avoir de progéniture mâle. Selon Nicétas Choniatès, Étienne est présent et, le décrivant comme un homme impulsif, affirme qu'il aurait essayé d'attaquer le patriarche avant de se contenir. Toutefois, ce comportement fait mauvaise impression auprès des personnes présentes.
Au début de l'année 1148, Manuel lance une grande campagne contre Roger II de Sicile, qui vient de s'emparer de Corfou. Le grand domestique, Jean Axouch, reçoit le commandement des forces terrestres, tandis qu'Étienne dirige la marine en tant que mégaduc. À l'origine, c'est l'empereur en personne qui devait diriger l'expédition mais l'arrivée de l'empereur du Saint-Empire Conrad III de Hohenstaufen à Constantinople oblige Manuel à rester dans la cité impériale. La force byzantine atteint Corfou en novembre 1148 et met le siège devant la principale cité insulaire. Durant trois mois, la ville est encerclée avant qu'une pierre tirée par une catapulte n'atteigne Étienne alors qu'il supervise la construction d'une machine de siège. Il est mortellement blessé et décède sur son navire amiral, où il a été transporté par son fils Andronic et quelques Varègues.
Tant le poète de cour Théodore Prodrome que le Manganeios Prodromos le décrivent comme un homme de grande taille, dont la tombe est trop petite pour lui et louent sa bravoure et ses succès guerriers contre les Normands, les Turcs, les Coumans, les Petchénègues et les Slaves (les Illyriens et les Dalmates). Sa femme lui survit quelques années et meurt probablement avant 1176.